# Xizicus sinuatus
Xizicus sinuatus är en insektsart som först beskrevs av Liu, Xiangwei och Weinian Zhang 2000.  Xizicus sinuatus ingår i släktet Xizicus och familjen vårtbitare. Inga underarter finns listade i Catalogue of Life.